# فولتارين دو كلير
فولتارين دو كلير (بالإنجليزية: Voltairine de Cleyre)‏ (17 نوفمبر 1866 – 20 يونيو 1912) أميركية لاسلطوية (أناركية) مشهورة بكونها كاتبة غزيرة الإنتاج ومتحدثة معارضة لسلطة الدولة والرأسمالية التي رأتها مرتبطة بها، وللزواج وهيمنة الدين على الجنس وحياة النساء. كانت توصف بأنها من أوائل الناشطات النسائيات البارزات وذلك نظرًا إلى آرائها.
ولدت ونشأت في بلدات صغيرة في ميشيغان وارتادت المدرسة في سارنيا في دير أونتاريو الكاثوليكي. بدأت دو كلير مسيرتها الناشطة في حركة التفكير الحر. بدأت في مجال اللاسلطوية الفردية لكنها تطورت إلى التبادلية التي سمتها اللاسلطوية من دون صفات، حيث أعطت الأولوية للمجتمع عديم الجنسية دون الحاجة لاستخدام القوة فوق كل شيء. كانت معاصرة لايما غولدمان التي جمعتها بها علاقة احترام اختلاف الرأي في قضايا عدة. جُمعت العديد من مقالاتها في الأعمال المختارة لفولتارين دو كلير، وتم نشرها بعد وفاتها في مجلة ماذر ايرث الخاصة بغولدمان.

## حياتها
ولدت في بلدة ليسلي الصغيرة في ميشيغان. انتقلت مع عائلتها إلى سانت جونز، ميشيغان حيث عاشت الفقر مع والديها الحزينين. والدها هيكتور أوغست دو كلير قام بتسميتها تيمنًا بالكاتب المتنور الفرنسي فولتير.
في سن 12، وضعها والدها في مدرسة دير كاثوليكي في سارنيا، أونتاريو معتقدًا أنه سيقدم لها تعليمًا أفضل من المدارس الحكومية. إلا أن هذه التجربة قادتها للإلحاد بدلًا من اعتناق الدين المسيحي. وعن الوقت الذي أمضته هناك تقول: «لقد كان كوادي ظلال الموت، وهناك ندب بيضاء على روحي، حيث حرقني الجهل والخرافة بنيران الجحيم في تلك الأيام الخانقة». حاولت الهرب فسبحت نهر سانت كلير إلى بورت هورن، ميشيغان وسارت في الجبال مسافة 17 ميلًا، لكنها التقت أصدقاءً لعائلتها وبدورهم قاموا بإخبار أبيها وإعادتها إلى الدير.
ارتباطات العائلة بالحركة المؤيدة للقضاء على العنصرية، والسكك الحديدية تحت الأرض، والطفولة القاسية وتسميتها باسم الفيلسوف فولتير، كانت كلها عوامل مؤدية لفصاحتها القوية التي ظهرت عقب مراهقتها بوقت قصير. وبعد تلقيها التعليم في الدير، انتقلت دو كلير إلى غراند رابيدز، ميشيغان. انضمت لحركة التحرر الفكري المعادية لسيطرة القساوسة من خلال إلقاء المحاضرات وكتابة المقالات للمجلات الدورية المتحررة فكريًا. في نهاية المطاف، أصبحت رئيسة تحرير صحيفة «ذا بروغرسف أيج».
خلال فترة حركة التحرر الفكري في منتصف وأواخر الثمانينيات تأثرت دو كلير بتوماس بين وماري ولستنكرافت وكلارينس دارو وهنري ديفيد ثوريو وقائد العمال بيغ بيل هايوود وأوجين ديبس. أصبحت دو كلير لاسلطوية بعد إعدام عدة محتجين في هايماركت عام 1887، على الرغم من توثيق الشرطة كسبب للوفيات في الشغب. «حتى ذلك الوقت كنت مؤمنة بالعدالة الضرورية للقانون الفرنسي بالمحاكمة بهيئة المحلفين»، كتبت في إحدى مقالات سيرتها الذاتية، «بعد ذلك لم أؤمن أبدًا».
عُرفت بكونها متحدثة وكاتبة بارعة. قال عنها كاتب السيرة الذاتية بول أفريش بأنها كانت أعظم موهبة أدبية بين اللاسلطويين الأميركيين. كانت أيضًا محامية نشيطة للقضية اللاسلطوية. قالت غولدمان أن «الخشوع الديني قد ختم كل ما فَعَلَتهُ». لقد حَمِلت من المفكر الحر جيمس بي إليت وأنجبا ابنهما هاري في 12 يونيو 1890. يقول إليت ودو كلير أن عيش ابنهم معهم لم يؤثر على تنشئته. لقد ألهمها ديير لوم الذي كانت قريبة منه، ووفقًا لغولدمان: «كان معلمها وصديقها وبيت أسرارها». انتهت علاقتها معه قبل وقت قصير من انتحاره عام 1893.
ركزت دو كلير عملياتها من عام 1889 إلى عام 1910 في فيلاديلفيا، حيث عاشت بين المهاجرين اليهود الفقراء، وشاع حينها التعاطف مع المعتقدات اللاسلطوية. درَّست هناك الإنجليزية والموسيقا وتعلمت أن تكتب وتتحدث بلغة الأيديش.
عانت من المرض خلال حياتها. تقول غولدمان أنه كان لديها «مرض في الجهاز العصبي منذ بداية طفولتها». عانت أيضًا من الاكتئاب وحاولت الانتحار على الأقل مرتين. نجت من محاولة اغتيال في 19 ديسمبر 1902. كان المعتدي هيرمن هيلشر، تلميذًا سابقًا قد أفقدته الحمى عقله. سامحته مباشرة وكتبت: «من الفظيع حضاريًا أن يُحبَس جراءَ فعل ناتج عن عقل مصاب بالمرض». لقد أدى الهجوم إلى إصابتها بألم أذن مزمن وعدوى في الحلق مما أعاق مقدرتها على التحدث والتركيز.
في ربيع عام 1911، حمستها ثورة المكسيك وخصوصًا نشاطات اللاسلطوي ريكاردو فلوريس ماغون. أهدت آخر قصيدة لها للنشطاء المكسيكيون.
فارقت دو كلير الحياة إثر الالتهاب السحائي الجرثومي في 20 يونيو 1912 في مستشفى سانت ماري نازاريث، شيكاغو، إيلينويز.
دُفنت بجانب مدافعي هايماركت ونشطاء اجتماعيون آخرون في مقبرة والديم (مقبرة هوم فورست الآن) في فورست بارك. ولاحقًا دُفنت غولدمان في نفس المنطقة من المقبرة.

## الإرث
دو كلير، أميركية لاسلطوية بارزة وواحدة من النساء القلائل اللواتي تمتعن بمنزلة رفيعة في الحركة اللاسلطوية. قالت عنها إيما غولدمان «إنها أكثر امرأة لاسلطوية بارعة وموهوبة شهدتها أميركا». ووفقًا لكاتب السيرة الذاتية شارون بريسلي إنها ليست واسعة الشهرة الآن بسبب قصر حياتها.
تجدد الاهتمام بها من أواخر القرن العشرين. عام 1978 نشرت برنستن يونيفرسيتي بريس عملًا من كتابة بول أفريش باسم «أميريكية لاسلطوية». نُشرت أيضًا مجموعة من خطاباتها، «الاستغاثة الأولى»: خطابات هايماركت، 1895-1910، من قبل لايبرتاريان بوك كلاب في عام 1890.
وفي عام 2004، نشرت أيكي بريس «ذا فولتارين دو كلير ريدر». أما في عام 2005 نُشرت مجموعتين إضافيتين من خطاباتها ومقالاتها وهي «التمرد المتقن»: مقالات فولتارين دو كلير، لاسلطوية، ناشطة نسائية وعبقرية. عدلها بريسلي وكريسبن سارتويل ونشرتها ساني بريس. والمجموعة الثانية كانت «بوابات الحرية»: فولتارين دو كلير وثورة العقل، من جامعة ميشيغان بريس. أوراقها محفوظة في معهد وايفو للأبحاث اليهودية في مدينة نيويورك. عام 2018، نشرت نيويورك تايمز نعيًا متأخرة لها.

## روابط خارجية
- فولتارين دو كلير على موقع الموسوعة البريطانية (الإنجليزية)
- فولتارين دو كلير على موقع ميوزك برينز (الإنجليزية)
- فولتارين دو كلير على موقع إن إن دي بي (الإنجليزية)
- فولتارين دو كلير على موقع ديسكوغز (الإنجليزية)